# Bitva o Erzurum
Bitva o Erzurum (rusky Эрзурумское сражение, turecky Erzurum Muharebesi) bylo vojenské střetnutí armád Ruského impéria a Osmanské říše v rámci bojů první světové války na kavkazské frontě. Útočící Rusové pod velením generála Nikolaje Judeniče dokázali překvapit osmanské obránce pevnosti, kterým velel Mahmud Kâmil Paša, a během sedmi dnů překonat jejich pozice a obsadit Erzurum. Rychlou ztrátou pevnosti došlo k prolomení kavkazské fronty, což umožnilo Rusům zatlačit Osmany dál na západ a obsadit strategicky důležitý černomořský přístav Trabzon.

## Ruský postup a přípravy obránců
Po drtivé porážce u Sarikamiše ztratili Osmané na kavkazské frontě iniciativu z úvodu války. Osmanská vláda navíc po této prohře na jaře roku 1915 přikročila k systematickému vraždění a deportacím arménského obyvatelstva, což spolu s probíhající bitvou o Gallipoli vázalo většinu dostupných sil Osmanů. Rusové však v roce 1915 nedokázali porážku osmanské armády využít k výraznějšímu postupu, protože značná část ruských vojsk byla vázána na východní frontě a dalších bojištích. Do nové ofenzívy nastoupila Ruská kavkazská armáda pod velením generála Nikolaje Judeniče znovu teprve na počátku roku 1916. Rusové ve dnech 10. až 19. ledna zvítězili v bitvě u Köprüköy, načež zatlačili osmanské síly až k pevnosti Erzurum.
Pevnost opevňovaná od 19. století s pomocí britských a později německých vojenských poradců se skládala z devatenácti fortů rozmístěných na východ od města ve třech liniích. Již zastaralé forty byly vybudovány z kamene, avšak jelikož se nacházely v těžce dostupném vysokohorském terénu často přesahujícím 2 000 m n. m. byly pro ruské obléhací dělostřelectvo jen těžce dostupné. Velitel osmanské 3. armády Mahmud Kâmil Paša nepředpokládal nadcházející ruský útok i kvůli špatnému zimnímu počasí. Věřil, že se jeho stahující se armáda zvládne pod ochranou pevnosti zreorganizovat, a že jej před jarními boji stihnou posílit i další jednotky uvolněné po odražení Dohody u Gallipoli. Před vypuknutím bitvy disponovali osmanští obránci zhruba 50 000 muži a 500 děly. Z nich však většinu představovaly kanóny lehčích ráží. Pouze 24 kanónů a houfnic mělo ráže 15 cm a dalších 18 děl mělo ráže 12 cm. Řada zákopů a fortových příkopů byla zaváta sněhem a Osmané nedokázali při spěšném ústupu evakuovat ani řadu muničních skladů. Největší chybu však osmanští velitelé udělali při neobsazení hřebene Kargapazar nacházejícím se severovýchodně od pevnosti. Předpokládali, že se více než 3 000 metrů vysoký hřeben nepovede významnějším ruským jednotkám překonat. Tím však Rusům ponechali od východu nechráný přístup k uzávěrovým fortům Karagöbek a Tafta bránícím přístup ke městu od severu.

## Pád pevnosti
Nepřipravenosti nepřítele se chystalo využít ruské velení. O slabinách osmanské obrany věděl Judenič díky nasazení 20 pozorovacích letadel a z výslechu jednoho z dezertujících tureckých dělostřeleckých důstojníků. I proto se ruský velitel snažil útok uspíšit a po náléhání dostal svolení k zahájení ofenzívy i od vrchního velení. Judeničův plán počítal s obsazením dvou nejsevernějších fortů, přičemž současně měly být provedeny klamné útoky na hlavní obrannou linii ve středu osmanských pozic. Rusové měli k útoku proti Erzurumu k dispozici přibližně 80 000 mužů a 34 těžkých děl, které nechal Judenič dopravit z pevnosti Kars.

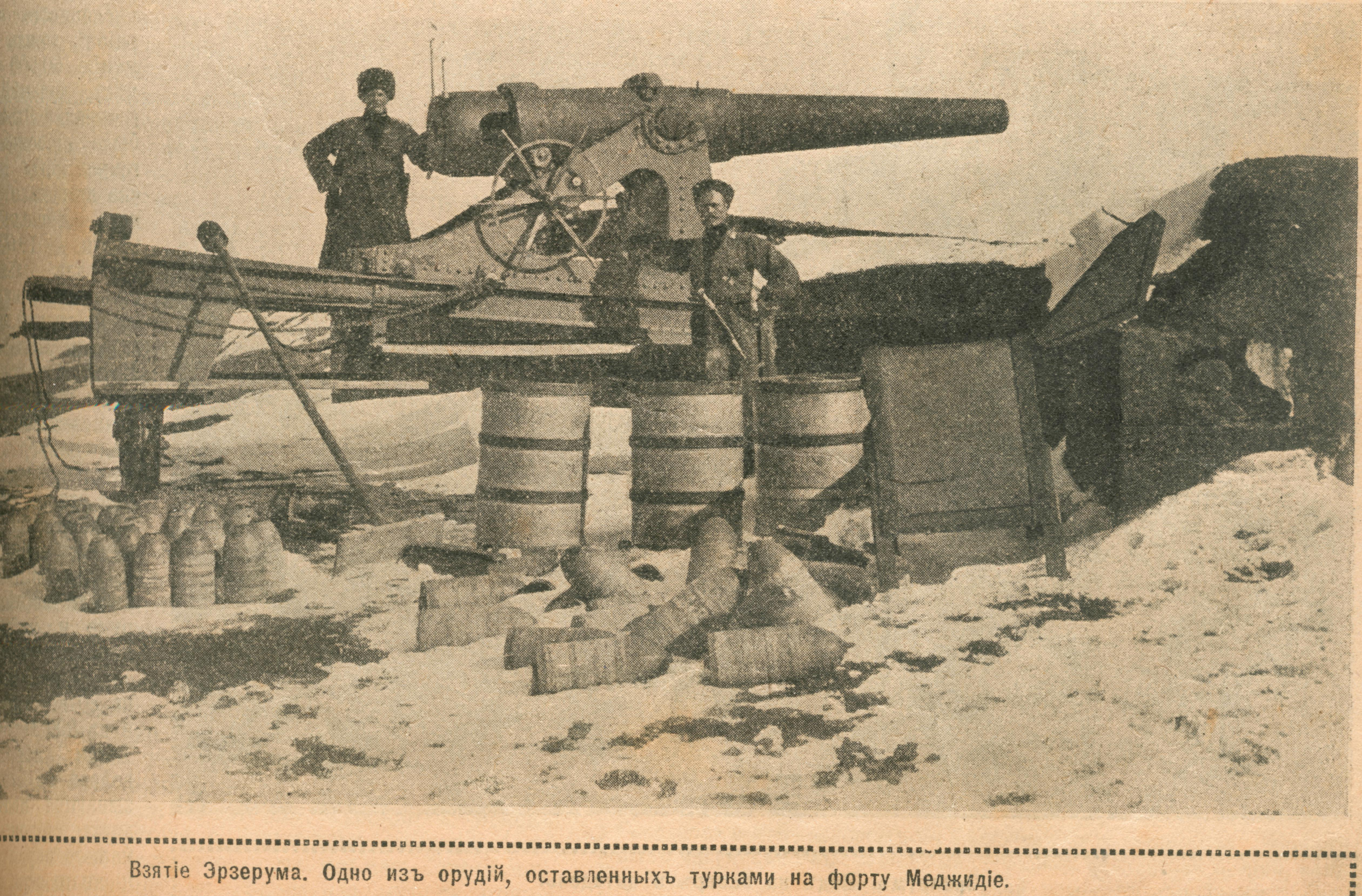
Ruští vojáci v dobytých pozicích s dělem 15 cm Ringkanone L/26 Krupp

Již na konci ledna vytlačily ruské jednotky osmanské hlídky z klíčového hřebene Kargapazar, načež Rusové začali připravovat cestu pro těžká děla. Když byly přípravy k útoku dokončeny, zahájilo ruské dělostřelectvo rozmístěné na Kargapazaru 11. února palbu na osmanské pozice. Přestože byla tato palba díky předchozímu průzkumu velmi přesná, nepodařilo se forty vyřadit z boje. Následoval útok ruské pěchoty, který znovu zaskočil obránce, kteří takto rychlý nástup Rusů nečekali. Ruským jednotkám postupujícím potichu sněhem se bez odporu podařilo proniknout až k fortu Dolangez. Turecké hlídky je zpozorovaly teprve při překonávání vnější strany příkopu, načež se rozpoutal boj na krátkou vzdálenost. I přes několik stovek padlých se útočníkům podařilo fort Dolangez obsadit. Rusové se navíc uchytili i na hraně hřebenu v blízkosti fortu Çobandede. Další ruské výpady u zbývajících forů se však Osmanům podařilo odrazit. Demonstrativní útoky na jihu proti fortům skupiny Palandöken a pevnosti Gez byly odvráceny a stály ruskou stranu vysoké ztráty. V souladu s ruským plánem však rozhodující místo bitvy představoval severní cíp bojiště.

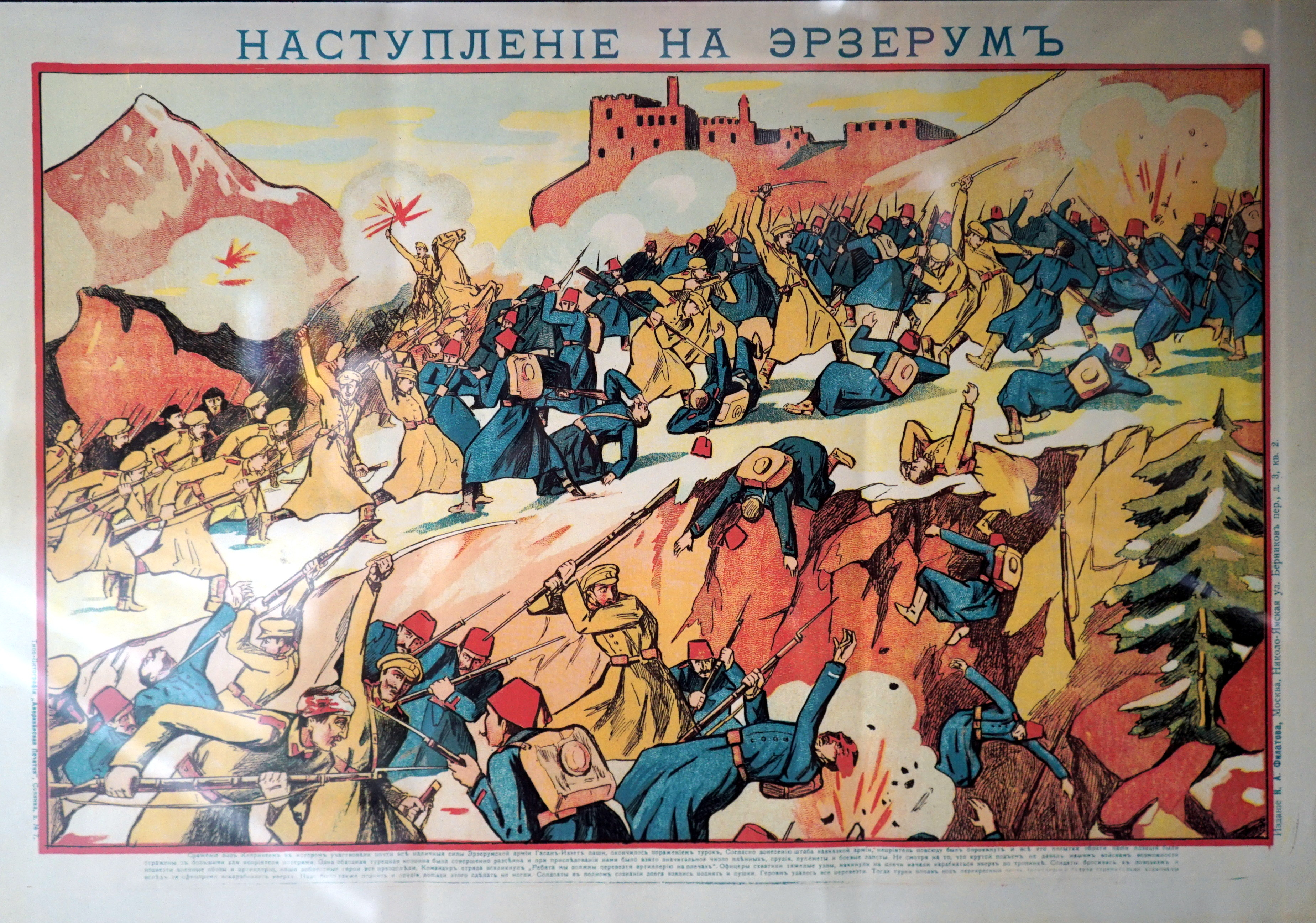
Dobový ruský plakát znázorňující bitvu

Osmanské velení zděšené ze ztráty fortu Dolangez usilovalo o co nejrychlejší znovudobytí této pevnosti. Proti 1 400 ruským vojákům okupujícím fort byla soustředěna palba většiny tureckého dělostřelectva a Osmané podnikli osm neúspěšných pokusu o znovudobytí fortu. Přestože v pevnosti zůstalo po útocích pouze 300 bojeschopných vojáků, Rusové fort Dolangez udrželi. Mezitím však hlavní masa ruské armády postupovala ze severu, kde Rusové většinu své palebné síly zaměřili na ostřelování nejsevernějšího fortu Karagöbek. Po několikahodinové palbě došlo 12. února ve fortu k zničujícímu výbuchu. Rusové předpokládali, že zasáhli muniční sklad, avšak ve skutečnosti fort záměrně zničila ustupující osmanská posádka. O dva dny později kapitulovali také obklíčení obránci z pevnosti Tafta. Do ruského zajetí putovalo 1 500 osmanských vojáků a Rusové navíc získali i 20 děl. Vyřazením dvojice nejsevernějších uzávěrových fortů se útočníkům otevřela cesta do týlu středové linie.
Teprve po ztrátě fortů Karagöbek a Tafta si Mahmud Kâmil Paša uvědomil kritičnost situace, načež v noci z 14. na 15. února vydal rozkaz k evakuaci města a střední linie fortů. Osmanští vojáci během dne ustoupili z prvních dvou linií opevnění, takže postupující Rusové již opuštěné forty obsazovali bez boje. Některé z pevností, jako například fort Gez, Turci před ústupem vyhodili do vzduchu. Obránci se ještě pokusili zadržet Rusy na třetí bojové linii u fortu Sivişli, avšak ještě během rána 15. února je Rusové z těchto pozic vytlačili a vstoupili do Erzurumu. Poražená osmanská armáda spěšně ustupovala na západ. Vyčerpané ruské jednotky obsazující město je ale nedokázaly účinně pronásledovat.

## Důsledky a další vývoj

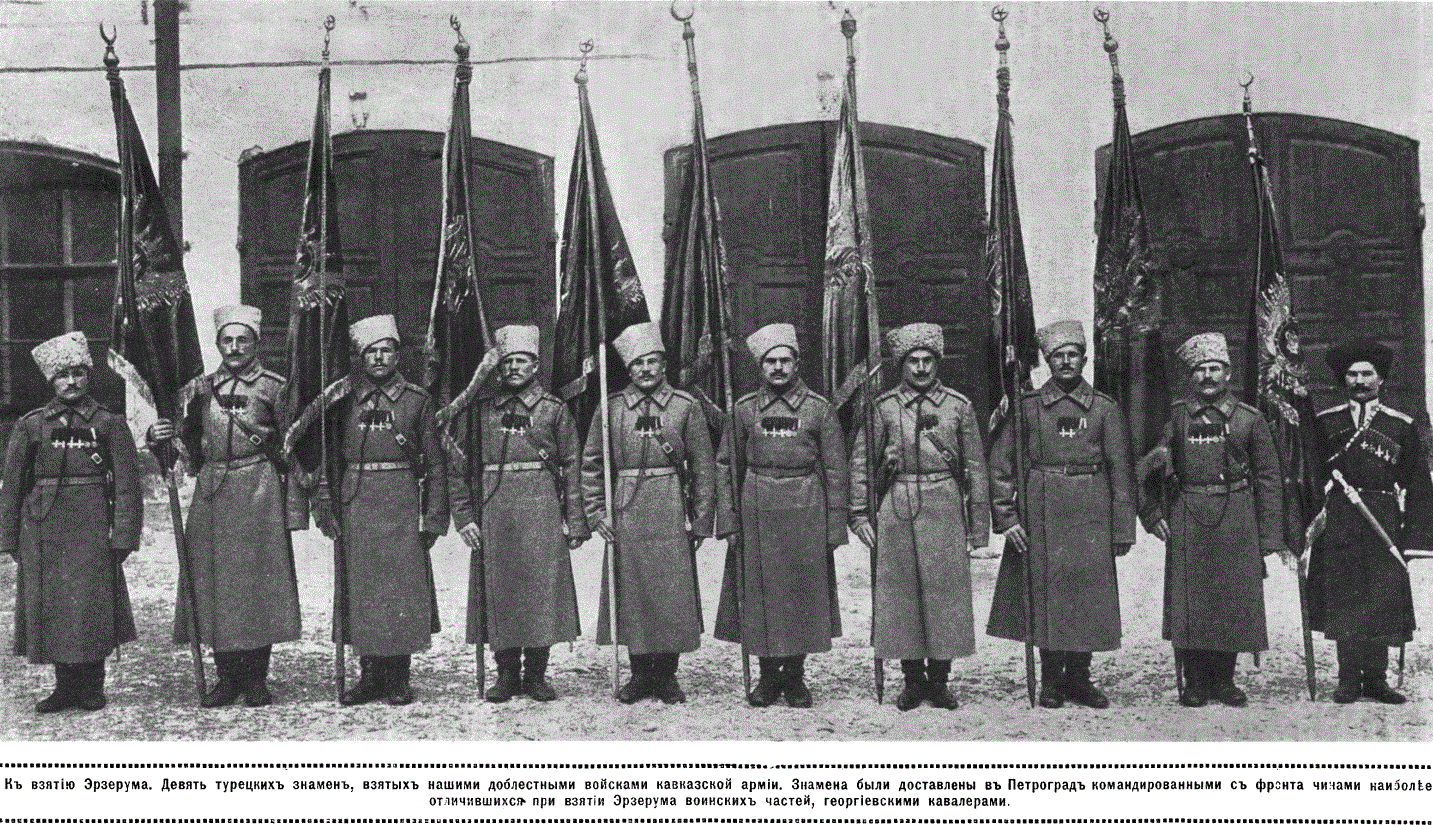
Ruští vojáci s ukořistěnými osmanskými prapory po vítězství u Erzurumu

Bitva o Erzurum skončila drtivým ruským vítězstvím. Za cenu zhruba 5 000 padlých a raněných dokázala ruská armáda obsadit významnou osmanskou pevnost a otevřít si tak cestu k dalšímu postupu na západ. Do zajetí přitom padlo asi 5 000 osmanských vojáků a rusové se zmocnili i 327 děl. Poražení Osmané navíc ztratili dalších 10 000 padlých a raněných mužů. Ruští vojáci prokázali při bojích v extrémních podmínkách velkou houževnatost a vynalézavost v bitvě prokázal i generál Judenič. Naopak selhal osmanský velitelský sbor, který špatně odhadl záměry protivníka a nedokázal využít výhodného obranného postavení, takže byl nakonec marný i vcelku houževnatý odpor osmanských vojáků.
Po obsazení pevnosti postupovali Rusové pod Judeničovým velením k Černému moři, kde v dubnu téhož roku obsadili strategicky významný přístav Trabzon. V červenci 1916 navíc zvítězili nad Osmany i v bitvě o Erzincan. Poté se však již ruský postup na západ zastavil a kavkazská fronta se znovu stabilizovala. Rusové neměli dostatek sil na novou ofenzívu především kvůli potřebě vojáků na východní frontě a také z důvodu zhoršující se politické situace v samotném Rusku.